# آشاغی شاهین‌لر (آرهاوی)
آشاغی شاهین‌لر (به ترکی استانبولی: Aşağışahinler) یک منطقهٔ مسکونی در ترکیه است که در آرهاوی واقع شده‌است. آشاغی شاهین‌لر ۵۷ نفر جمعیت دارد.